# Socijalistička radnička partija Jugoslavije (komunista)
Socijalistička radnička partija Jugoslavije (komunista), skraćeno: SRPJ(k), osnovana je na Kongresu ujedinjenja u Beogradu, 20-23. travnja 1919. godine. Sudjelovalo je 432 delagata sa svih područja novostvorene Kraljevine Srba, Hrvata i Slovenaca. Na drugom kongresu, u Vukovaru 20-25. lipnja 1920., partija mijenja ime u Komunistička partija Jugoslavije.

## Raskol socijaldemokrata i komunista
Na Kongresu ujedinjenja sudjelovali su predstavnici raznih grupa. Najbrojniji su bili članovi lijevih krila predratnih socijaldemokratskih stranaka iz Srbije, Hrvatske, Bosne i Slovenije, koji su prihvatili boljševičko opredjeljenje za zaoštravanje klasne borbe protiv buržoazije i za revolucionarno rušenje kapitalističkoga poretka po modelu uspostavljanja jednostranačkog sustava. Odcijepili su se od kompromisne struje unutar tih stranaka, koja je prihvatala politiku reforma umjesto revolucije, za koju su smatrali da nema uvjeta. Taj rascjep na dve struje: "autoritarnu" (boljševičko-revolucionarnu) i "demokratsku" (reformsko-demokratsku i revolucionarno-demokratsku), događao se tada u svim radničkim strankama i pokretima u Europi.
Odnos prema nacionalnom pitanju bio je jedan od uzroka rascjepa. Stavljajući jedinstvo radničke klase iznad nacionalnih podjela, »Komunisti su pozdravljali stvaranje Kraljevine SHS kao revolucionaran čin, suprotstavljajući se svim vidovima nacionalističkih "psihoza", plemenskih separatizama i obnavljanja nacionalnih sukoba.« (Petranović, str. 104) Većina članova Socijaldemokratske stranke Hrvatske i Slavonije izjasnila se za sudjelovanje na Kongresu ujedinjenja, kao i većina socijaldemokratskih grupa u Dalmaciji. 
Uz lijeve socijaldemokrate, na Kongresu su sudjelovali i predstavnici Jugoslavenske komunističke grupe Ruske komunističke partije, osnovane lipnja 1918. Ona je bila sastavljena od austrougarskih ratnih zarobljenika, koji su nakon Oktobarske revolucije oslobođeni i pridružili se komunistima. (Josip Broz Tito, također bivši zarobljenik, u to je doba boravio u dalekom Omsku.) Također su na Kongresu sudjelovali predstavnici anarhističkih grupa, grupa nacionalističke omladine i drugih malih grupa.

## Revolucionarni program i veza s Komunističkom internacionalom
Kongres ujedinjenja proklamirao je opredjeljenje »za nepomirljivu klasnu borbu proletarijata, s krajnjim ciljem da se uništi kapitalizam i ostvari komunističko društvo« (Petranović, str. 105). Nije međutim bilo jasnog plana za neposredno djelovanje u konkretnoj situaciji. Posve je zapostavljeno nacionalno i seljačko pitanje. 
Partija je pristupila Trećoj internacionali (Komunistička internacionala, Kominterna), koja je ustanovljena u Moskvi u ožujku 1919.  SRPJ(k) time je postala odsjek centralizirane međunarodne organizacije sa sjedištem u Moskvi, koja je sebe smatrala svjetskim zapovjedništvom komunističke revolucije. Kominterna je imala ovlast određivati strategiju i taktiku djelovanja, izdavati smjernice i direktive, postavljati čelništva, potvrđivati mandate, raspuštati pojedine organizacije. U prvim godinama djelovanja ta ovlasti nisu dolazile do izražaja toliko snažno do izražaja kao kasnije, kada Moskva ostvaruje potpuni nadzor.
Neposredno nakon osnivačkog kongresa SRPJ(k), 23. travnja, u Beogradu je održan i Kongres sindikalnog ujedinjenja. U listopadu 1919. u Zagrebu je osnovan Savez komunističke omladine Jugoslavije (SKOJ). 
Ubrzo nakon osnivanja, SRPJ(k) je pokazala svoju snagu organizacijom generalnog štrajka protiv sudjelovanja jugoslavenske vojske u intervenciji protiv sovjetskih revolucija u Rusiji i Mađarskoj, 20-21. srpnja 1919. Akcija je bila uspješna i jugoslavenska je vlada morala odustati od svoje namjere. (U Varaždinu dolazi i do pobune vojnika, koji zajedno sa seljacima preuzimaju vlast u gradu; Vlada je morala poslati svježe postrojbe, koje su tek nakon oštre borbe skršile otpor.) To daje krila partiji, čije članstvo naglo raste i osnivaju se lokalne organizacije širom zemlje. Sredinom 1920. partija je imala preko 65.000 članova, a Ujedinjeni sindikati 208.000.

## Veliki izborni uspjesi
Na općinskim izborima koji su u ožujku 1920. provedeni u Hrvatskoj, Slavoniji i Dalmaciji izabrano je 490 komunističkih odbornika. Osvajaju većinu glasova i apsolutnu većinu mandata u Zagrebu, Osijeku, Vukovaru, Križevcima, Virovitici, Crikvenici, Čakovcu, Valpovu itd. U Zagrebu je komunist Svetozar Delić izabran za gradonačelnika. Međutim je ban, kojeg je postavila beogradska Vlada, poništio izbore i postavio gradskog komesara, motivirajući to tužbom za veleizdaju koja je bila podignuta protiv Delića. Delić je ipak sazvao sjednicu, ali policija ju je razjurila.
Komunisti su odlično prošli i na izborima u Crnoj Gori, naročito Podgorici. Na općinskom izborima u Srbiji, Makedoniji i na Kosovu, u kolovozu 1920., komunisti su pobijedili u 37 općina, među njima u Beogradu, Nišu i Skopju. U mnogim slučajevima vlasti su, kao i u Zagrebu, onemogućile izabrane komunističke odbornike i gradonačelnike da preuzmu dužnost; tako je bilo i u Beogradu (Filip Filipović).

## Radikali i "oportunisti" (centrumaši)
U travnju 1920. izbija štrajk željezničara, u kojem iz solidarnosti sudjeluju i drugi sindikati, tako da prijeti prerasti u generalni štrajk. Vlasti su razbile štrajk militarizacijom željeznica i uvođenjem prijekih sudova. O tome u biografiji Josipa Broza Tita piše Vladimir Dedijer: »Rukovodstvo SRPJ(k) nije znalo iskoristiti povoljan razvoj odnosa snaga iz 1919. godine. Buržuazija je počela konsolidirati svoje pozicije i prelaziti u protunapad. Dok su 1919. godine svi štrajkovi završavali uspjehom, godine 1920. započela je neuspjehom i prvim porazom. (…) Rukovodstvo SRPJ(k) držalo se skroz oportunistički. Sekretar izvršnog odbora Sima Marković (…) bacio je u štrajku parolu: "Ne dajmo se provocirati!"« (Dedijer, str. 83-84)
Širenje članstva i uspjesi u legalnoj izbornoj borbi doveli su do obnavljanja raskola o strategiji i taktici političke borbe. „Oportunisti“ koje Dedijer spominje bili su demokratska struja (reformsko-demokratska i revolucionarno-demokratska), koji nastavljaju socijaldemokratsku, demokratsko-socijalističku i dijelom i anarhističku kritiku revolucionarnog komunizma boljševičkog tipa. Unutar partije, oni su nazvani "centrumaši". Oni su se, ohrabreni izbornim uspjesima, zauzimali za odbacivanje revolucionarnog nasilja (barem kao neposredne metode, što smatraju nerazumnom avanturom u zaostaloj zemlji), nastavak političke borbe legalnim parlamentarnim sredstvima, te rad u sindikatima, na promociji i obrazovanju. Smatrali su da nema uvjeta za revoluciju, da je i sama Oktobarska revolucija, u kojoj komunisti vide početak nove epohe, bila nerazuman čin, te da boljševički jednopartijski sustav kao model izgradnje socijalizma predstavlja iskrivljenje i izopačenje plemenite ideje socijalne pravde.
Centrumaši (demokratska struja radničkog pokreta) su tumačili da boljševizam nije u skladu s istinskim marksizmom: sudbina svjetske socijalističke revolucije ne zavisi od pobjede socijalizma u zaostaloj Rusiji, nego od razvijenih društava zapadne Europe, prvenstveno Velike Britanije. Boljševička revolucija vodi samo do despotskog, diktatorskog, antidemokratskog režima, koji radnicima ne može donijeti nikakvo dobro. U tome oni ponavljaju kritike koje su na autoritarno krilo (boljševičko-revolucionarno) u radničkom pokretu isticala demokratska krila (socijaldemokrati, demokratski socijalisti) u zapadnoj Europi, naročito tzv. austromarksisti. Demokratsko krilo se još dijelilo na: reformsko-demokratsko krilo (Eduard Bernstein) i revolucionarno-demokratsko krilo (Rosa Luxemburg).

## Promjena imena u KPJ. Prelazak u ilegalu
Na Drugom kongresu SRPJ(k) u Vukovaru, 20-25. lipnja 1920, pobijedila je radikalna struja. Usvojen je Program, koji odlučno proklamira revolucionarnu orijentaciju za rušenje kapitalizma, diktaturu proletarijata i sovjetsku republiku. Partija mijenja ime u Komunistička partija Jugoslavije (KPJ). Partija je strogo centralizirana ukidanjem dotadašnjih pokrajinskih vijeća. Dio centrumaških delegata, osobito iz Hrvatske, napustio je Kongres.  Drugi su, naročito iz Srbije i Bosne, nastavili djelovati unutar partije, objavljujući rujna 1920. Manifest opozicije KPJ. U prosincu 1920. oni su isključeni iz partije. 
30. prosinca 1920. donesena je Obznana kojom je rad KPJ zabranjen. Jedan dio članova nastavit će rad u ilegali.
Centrumaši iz Srbije i Bosne i njemačke socijalističke grupe iz Banata osnovali su ožujka 1921. Socijalističku radničku partiju Jugoslavije (SRPJ). 

## Poveznice
Socijalistička radnička partija Hrvatske